# Mamphela Ramphele
Mamphela Aletta Ramphele (Bochum, 28 dicembre 1947) è un'attivista e politica sudafricana.

## Biografia
Medico e attivista anti-apartheid, è stata la compagna del celebre attivista Steve Biko, fondatore del Black Consciousness Movement, dal quale ha avuto due figli.
È stata dirigente della Banca Mondiale.
Nel 2013 ha fondato il partito Costruire il Sudafrica, con cui è candidata alle elezioni parlamentari sudafricane del 2014, sostenuta anche da Alleanza Democratica.